# 乌珠穆沁部
乌珠穆沁部，是明末的察哈尔八部属部、清朝蒙古部落。乌珠穆沁意为“种葡萄的人”，“乌珠穆”意为葡萄。 
蒙古中兴可汗达延汗曾孙、统治察哈尔的博迪之子翁衮都喇尔号称所部为乌珠穆沁。翁衮都喇尔幼子多尔济车臣济农时，惧怕林丹汗，依附喀尔喀车臣汗。清崇德二年（1637年），多尔济和兄子色棱率部归順皇太極。崇德六年（1641年）编右翼旗；顺治三年（1646年）编左翼旗，乌珠穆沁共设二扎萨克旗，属于锡林郭勒盟。清朝灭亡后一部分乌珠穆沁人北迁到蒙古国，今分布在蒙古國東方省、肯特省，中国内蒙古自治区錫林郭勒盟。现在的锡林郭勒盟有东乌珠穆沁旗、西乌珠穆沁旗。